# تشاك واشنطن
تشاك واشنطن (بالإنجليزية: Chuck Washington)‏ هو لاعب كرة قدم أمريكية أمريكي، ولد في 9 يناير 1964 في توبيكا في الولايات المتحدة.

## وصلات خارجية
- تشاك واشنطن على موقع مرجع كرة القدم المحترفة.كوم (الإنجليزية)